# Danh sách 200 nghệ sĩ tạo hình lớn nhất thế giới thế kỷ 20
Danh sách 201 nghệ sĩ tạo hình lớn nhất thế giới thế kỷ 20 do tạp chí The Times, Anh, công bố. Cuộc bình chọn thu hút sự tham gia của 1,4 triệu người.
- 1 Pablo Picasso (1881 - 1973): 21.587 phiếu
- 2 Paul Cezanne (1939 - 1906): 21.098 phiếu
- 3 Gustav Klimt (1862 - 1918): 20.823 phiếu
- 4 Claude Monet (1840 - 1926): 20.684 phiếu
- 5 Marcel Duchamp (1887 - 1968): 20.647 phiếu
- 6 Henri Matisse (1869 - 1954): 17.096 phiếu
- 7 Jackson Pollock (1912 - 1956): 17.051 phiếu
- 8 Andy Warhol (1928 - 1987): 17.047 phiếu
- 9 Willem De Kooning (1904 - 1997): 17.042 phiếu
- 10 Piet Mondrian (1872 - 1944): 17.028 phiếu
- 11 Paul Gauguin: 17027 phiếu
- 12 Francis Bacon: 17018 phiếu
- 13 Robert Rauschenberg: 16956 phiếu
- 14 Georges Braque: 16788 phiếu
- 15 Wassily Kandinsky: 16055 phiếu
- 16 Constantin Brancusi: 14224 phiếu
- 17 Kasimir Malevich: 13609 phiếu
- 18 Jasper Johns: 12988 phiếu
- 19 Frida Kahlo: 12940 phiếu
- 20 Martin Kippenberger: 12784 phiếu
- 21 Paul Klee: 12750 phiếu
- 22 Egon Schiele: 12696 phiếu
- 23 Donald Judd: 12613 phiếu
- 24 Bruce Nauman: 12517 phiếu
- 25 Alberto Giacometti: 12098 phiếu
- 26 Salvador Dalí: 11496 phiếu
- 27 Auguste Rodin: 8989 phiếu
- 28 Mark Rothko: 8951 phiếu
- 29 Edward Hopper: 8918 phiếu
- 30 Lucian Freud: 8897 phiếu
- 31 Richard Serra: 8858 phiếu
- 32 Rene Magritte: 8837 phiếu
- 33 David Hockney: 8787 phiếu
- 34 Philip Guston: 8786 phiếu
- 35 Henri Cartier-Bresson: 8779 phiếu
- 36 Pierre Bonnard: 8778 phiếu
- 37 Jean-Michel Basquiat: 8746 phiếu
- 38 Max Ernst: 8737 phiếu
- 39 Diane Arbus: 8733 phiếu
- 40 Georgia O'Keeffe: 8714 phiếu
- 41 Cy Twombly: 8708 phiếu
- 42 Max Beckmann: 8690 phiếu
- 43 Barnett Newman: 8643 phiếu
- 44 Giorgio De Chirico: 8462 phiếu
- 45 Roy Lichtenstein: 7441 phiếu
- 46 Edvard Munch: 5080 phiếuphiếu
- 47 Pierre Auguste Renoir: 5063 phiếu
- 48 Man Ray: 5050 phiếu
- 49 Henry Moore: 5045 phiếu
- 50 Cindy Sherman: 5041 phiếu
- 51 Jeff Koons: 5028 phiếu
- 52 Tracey Emin: 4961 phiếu
- 53 Damien Hirst: 4960 phiếu
- 54 Yves Klein: 4948 phiếu
- 55 Henri Rousseau: 4944 phiếu
- 56 Chaim Soutine: 4927 phiếu
- 57 Arshile Gorky: 4926 phiếu
- 58 Amedeo Modigliani: 4924 phiếu
- 59 Umberto Boccioni: 4918 phiếu
- 60 Jean Dubuffet: 4910 phiếu
- 61 Eva Hesse: 4908 phiếu
- 62 Edouard Vuillard: 4899 phiếu
- 63 Carl Andre: 4898 phiếu
- 64 Juan Gris: 4898 phiếu
- 65 Lucio Fontana: 4896 phiếu
- 66 Franz Kline: 4894 phiếu
- 67 David Smith: 4842 phiếu
- 68 Joseph Beuys: 4480 phiếu
- 69 Alexander Calder: 3241 phiếu
- 70 Louise Bourgeois: 3240 phiếu
- 71 Marc Chagall: 3224 phiếu
- 72 Gerhard Richter: 3123 phiếu
- 73 Balthus: 3090 phiếu
- 74 Joan Miro: 3087 phiếu
- 75 Ernst Ludwig Kirchner: 3084 phiếu
- 76 Frank Stella: 3078 phiếu
- 77 Georg Baselitz: 3048 phiếu
- 78 Francis Picabia: 3046 phiếu
- 79 Jenny Saville: 3034 phiếu
- 80 Dan Flavin: 3024 phiếu
- 81 Alfred Stieglitz: 3017 phiếu
- 82 Anselm Kiefer: 3010 phiếu
- 83 Matthew Barney: 3005 phiếu
- 84 George Grosz: 2990 phiếu
- 85 Bernd And Hilla Becher: 2980 phiếu
- 86 Sigmar Polke: 2966 phiếu
- 87 Brice Marden: 2947 phiếu
- 88 Maurizio Cattelan: 2940 phiếu
- 89 Sol LeWitt: 2926 phiếu
- 90 Chuck Close: 2915 phiếu
- 91 Edward Weston: 2899 phiếu
- 92 Joseph Cornell: 2893 phiếu
- 93 Karel Appel: 2890 phiếu
- 94 Bridget Riley: 2885 phiếu
- 95 Alexander Archipenko: 2884 phiếu
- 96 Anthony Caro: 2879 phiếu
- 97 Richard Hamilton: 2878 phiếu
- 98 Clyfford Still: 2864 phiếu
- 99 Luc Tuymans: 2862 phiếu
- 100 Claes Oldenburg: 2843 phiếu
- 101 Eduardo Paolozzi: 2839 phiếu
- 102 Frank Auerbach: 2836 phiếu
- 103 Dinos and Jake Chapman: 2827 phiếu
- 104 Marlene Dumas: 2827 phiếu
- 105 Antoni Tapies: 2825 phiếu
- 106 Giorgio Morandi: 2824 phiếu
- 107 Walker Evans: 2823 phiếu
- 108 Nan Goldin: 2819 phiếu
- 109 Robert Frank: 2818 phiếu
- 110 Georges Rouault: 2818 phiếu
- 111 Jean Arp: 2817 phiếu
- 112 August Sander: 2809 phiếu
- 113 James Rosenquist: 2808 phiếu
- 114 Andreas Gursky: 2804 phiếu
- 115 Eugene Atget: 2802 phiếu
- 116 Jeff Wall: 2790 phiếu
- 117 Ellsworth Kelly: 2789
- 118 Bill Brandt: 2787 phiếu
- 119 Christo And Jeanne Claude: 2782 phiếu
- 120 Howard Hodgkin: 2781 phiếu
- 121 Josef Albers: 2781 phiếu
- 122 Piero Manzoni: 2777 phiếu
- 123 Agnes Martin: 2771 phiếu
- 124 Anish Kapoor: 2768 phiếu
- 125 L.S. Lowry: 2761 phiếu
- 126 Robert Motherwell: 2754 phiếu
- 127 Robert Delaunay: 2747 phiếu
- 128 Stuart Davis: 2742 phiếu
- 129 Ed Ruscha: 2731 phiếu
- 130 Gilbert & George: 2729 phiếu
- 131 Stanley Spencer: 2720 phiếu
- 132 James Ensor: 2719 phiếu
- 133 Fernand Leger: 2718 phiếu
- 134 Brassai (Gyula Halasz): 2717 phiếu
- 135 Alexander Rodchenko: 2715 phiếu
- 136 Robert Ryman: 2711 phiếu
- 137 Ad Reinhardt: 2709 phiếu
- 138 Hans Bellmer: 2700 phiếu
- 139 Isa Genzken: 2699 phiếu
- 140 Kees Van Dongen: 2698 phiếu
- 141 Weegee: 2698 phiếu
- 142 Paula Rego 2695 phiếu
- 143 Thomas Hart Benton: 2689 phiếu
- 144 Hans Hofmann: 2684 phiếu
- 145 Vladimir Tatlin: 2679 phiếu
- 146 Odilon Redon: 2653 phiếu
- 147 George Segal: 2619 phiếu
- 148 Jorg Immendorff: 2611 phiếu
- 149 Robert Smithson: 2435 phiếu
- 150 Peter Doig: 2324 phiếu
- 151 Ed and Nancy Kienholz: 2293 phiếu
- 152 Richard Prince: 2266 phiếu
- 153 Ansel Adams: 2262 phiếu
- 154 Naum Gabo: 2256 phiếu
- 155 Diego Rivera: 2239 phiếu
- 156 Barbara Hepworth: 2237 phiếu
- 157 Nicolas De Stael: 2237 phiếu
- 158 Walter De Maria: 2229 phiếu
- 159 Felix Gonzalez-Torres: 2228 phiếu
- 160 Giacomo Balla: 2225 phiếu
- 161 Ben Nicholson: 2221 phiếu
- 162 Anthony Gormley: 2218 phiếu
- 163 Lyonel Feininger: 2216 phiếu
- 164 Emil Nolde: 2213 phiếu
- 165 Mark Wallinger: 2211 phiếu
- 166 Hermann Nitsch: 2209 phiếu
- 167 Paul Signac: 2209 phiếu
- 168 Jean Tinguely: 2209 phiếu
- 169 Kurt Schwitters: 2209 phiếu
- 170 Grayson Perry: 2208 phiếu
- 171 Julian Schnabel: 2208 phiếu
- 172 Raymond Duchamp-Villon: 2208 phiếu
- 173 Robert Gober: 2208 phiếu
- 174 Duane Hanson: 2208 phiếu
- 175 Richard Diebenkorn: 2207 phiếu
- 176 Alex Katz: 2207 phiếu
- 177 Alighiero E Boetti: 2206 phiếu
- 178 Henri Gaudier-Brzeska: 2206 phiếu
- 179 Laszlo Moholy-Nagy: 2205 phiếu
- 180 Jacques-Henri Lartigue: 2205 phiếu
- 181 Robert Morris: 2205 phiếu
- 182 Sarah Lucas: 2204 phiếu
- 183 Jannis Kounellis: 2204 phiếu
- 184 Chris Burden: 2204 phiếu
- 185 Otto Dix: 2203 phiếu
- 186 David Bomberg: 2203 phiếu
- 187 Fischli & Weiss: 2203 phiếu
- 188 Augustus John: 2203 phiếu
- 189 Marsden Hartley: 2203 phiếu
- 190 Takashi Murakami:2203phiếu
- 191 James Turrell: 2202 phiếu
- 192 Isamu Noguchi: 2201 phiếu
- 193 Robert Mangold: 2201 phiếu
- 194 John Chamberlain: 2201 phiếu
- 195 Charles Demuth: 2200 phiếu
- 196 John Currin: 2200 phiếu
- 197 Alberto Burri: 2200 phiếu
- 198 Arnulf Rainer: 2200 phiếu
- 199 David Salle: 2200 phiếu
- 200 Hiroshi Sugimoto: 2199 phiếu